# Ramat Dawid
Ramat Dawid (hebr. רמת דוד; ang. Ramat David; pol. Wyżyna Dawida) – kibuc położony w Samorządzie Regionu Emek Jizre’el, w Dystrykcie Północnym, w Izraelu. Członek Ruchu Kibuców (Ha-Tenu’a ha-Kibbucit).

## Położenie
Kibuc jest położony na wysokości 86 metrów n.p.m., w północnej części intensywnie użytkowanej rolniczo Doliny Jezreel, na zachód od masywu górskiego Hare Nacerat, w Dolnej Galilei, na północy Izraela. Masyw Hare Nacerat ciągnie się na wschód od kibucu w kierunku do miasta Nazaret. Ze wzgórz spływa przepływający na wschód od kibucu strumień Cvi, natomiast na zachodzie przepływa strumień Nahalal. Okoliczny teren łagodnie opada w kierunku południowo-zachodnim. W otoczeniu Ramat Dawid znajdują się kibuc Gewat, moszawy Kefar Jehoszua, Nahalal i Kefar Baruch, oraz wioska komunalna Timrat. Na południowy zachód od kibucu znajduje się baza lotnicza Ramat Dawid.
Ramat Dawid jest położony w Samorządzie Regionu Emek Jizre’el, w Poddystrykcie Jezreel, w Dystrykcie Północnym Izraela.

## Historia

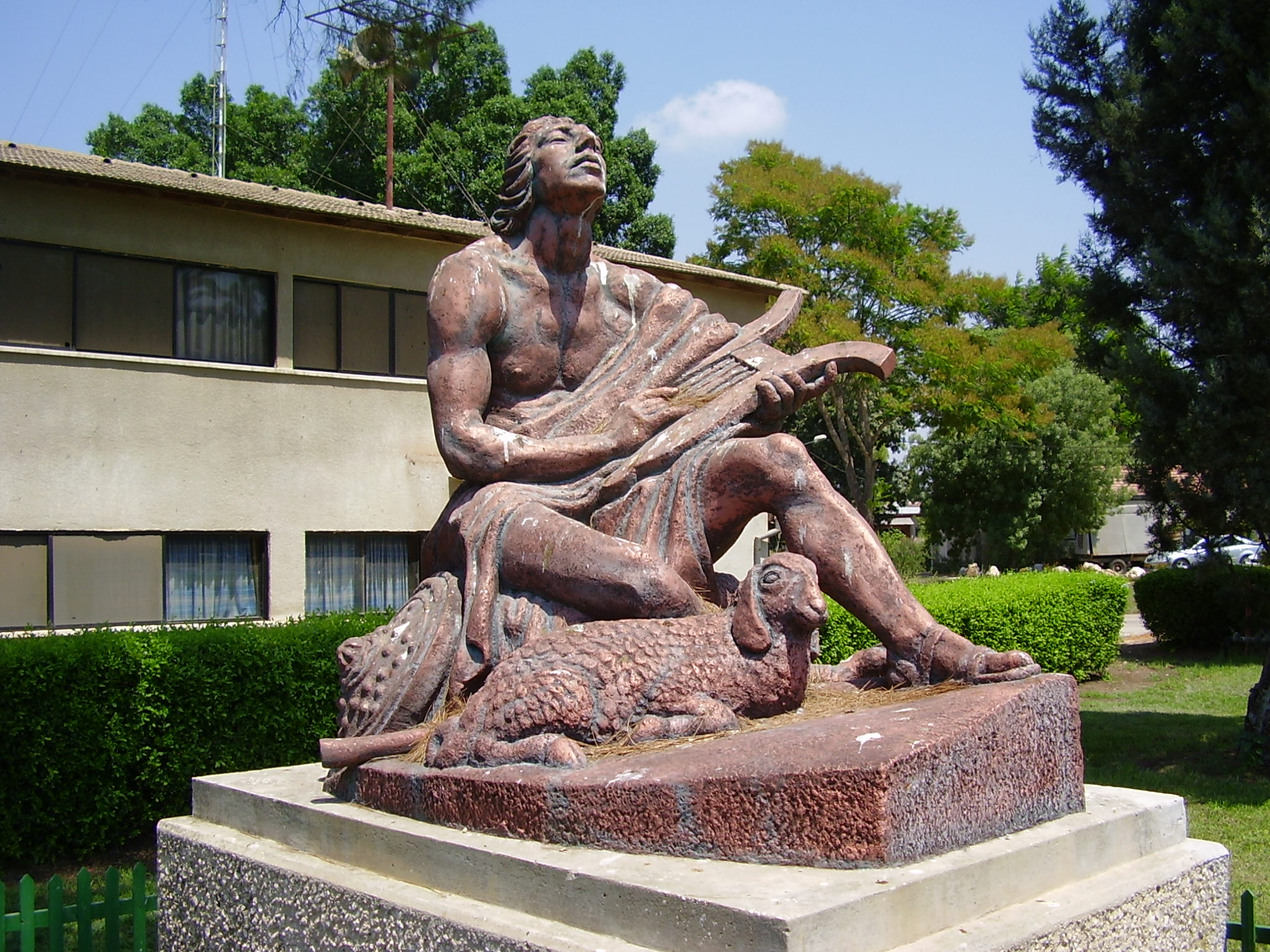
Pomnik króla Dawida w kibucu

Na początku XX wieku rozpoczęło się osadnictwo żydowskie w Palestynie. Realizując plany Światowej Organizacji Syjonistycznej, różne żydowskie organizacje wykupywały od 1910 roku grunty w Dolinie Jezreel. W wyniku I wojny światowej w 1918 roku cała Palestyna przeszła pod panowanie Brytyjczyków, którzy w 1922 roku formalnie utworzyli na tym obszarze Mandat Palestyny. Umożliwiło to w kolejnych latach dalszy rozwój osadnictwa żydowskiego. Tutejszy teren wykupiono w 1921 roku, jednak arabscy mieszkańcy nie chcieli opuścić swoich domów w Bustan Ain Bida, co wymusiło podjęcie długotrwałych negocjacji.
Grupa założycielska powstała w 1920 roku i składała się z żydowskich imigrantów z Rosji, Rumunii i Polski. Przez pierwsze lata zdobywali oni doświadczenie i uczyli się pracy rolniczej. Następnie przyjechali do Emek Jizre’el i zamieszkali w moszawie Nahalal. W jego sąsiedztwie w 1926 roku założono nowy kibuc, który początkowo nazywał się Ajanot (hebr. עינות). Po arabskich zamieszkach w 1929 roku uznano, że bagnisty środek doliny jest nieodpowiedni, gdyż zupełnie otwarty teren utrudniał obronę osiedla. Z tego powodu kibuc przeniesiono bardziej na północ, do jego obecnej lokalizacji. Kibuc powstał na miejscu opuszczonego sadu owocowego, który był nawadniany trzema naturalnymi źródłami. W tym samym czasie, grupa brytyjskich Żydów zaangażowała się w finansowanie nowo powstających osiedli żydowskich. Wiązało się to z zamieszkaniem w kibucu nowej grupy imigrantów z Wielkiej Brytanii. Nie zdołali oni zasymilować się z wcześniejszymi mieszkańcami, w wyniku czego przez długie lata utrzymywały się różnice zdań, co było powodem licznych konfliktów. Podczas II wojny światowej na południe od kibucu Brytyjczycy wybudowali bazę lotniczą RAF Ramat Dawid. Do końca wojny służyło ono jako lotnisko operacyjne. W poszukiwaniu skutecznego rozwiązania narastającego konfliktu izraelsko-arabskiego w dniu 29 listopada 1947 roku została przyjęta Rezolucja Zgromadzenia Ogólnego ONZ nr 181. Zakładała ona między innymi, że kibuc Ajanot miał znaleźć się w granicach nowo utworzonego państwa żydowskiego. Arabowie odrzucili tę Rezolucję i dzień później doprowadzili do wybuchu wojny domowej w Mandacie Palestyny. Na samym jej początku siły Arabskiej Armii Wyzwoleńczej zajęły pobliskie wioski i sparaliżowały żydowską komunikację w regionie. Dopiero działania izraelskiej armii podjęte na początku I wojny izraelsko-arabskiej zabezpieczyły Dolinę Jezreel. W dniu 26 maja 1948 roku izraelscy żołnierze przejęli kontrolę nad dawną brytyjską bazą lotniczą Ramat Dawid.
W 1951 roku doszło do ideologicznego rozłamu wewnątrz kibucu, w wyniku czego część mieszkańców wyprowadziła się i założyła odrębny kibuc Jifat. W 1955 roku zmieniono nazwę kibucu Ajanot na Ramat Dawid. W 2003 roku kibuc przeszedł przez proces prywatyzacji, zachowując kolektywną organizację instytucji kultury, edukacji i ochrony zdrowia.

### Nazwa
W 1955 roku kibuc otrzymał swoją obecną nazwę Ramat Dawid, która oddaje cześć byłemu brytyjskiemu premierowi Dawidowi Lloyd George, za którego kadencji w 1917 roku uchwalono deklarację Balfoura.

## Demografia
Większość mieszkańców kibucu jest Żydami, jednak nie wszyscy identyfikują się z judaizmem. Tutejsza populacja jest świecka:

## Gospodarka i infrastruktura
Lokalna gospodarka opiera się na rolnictwie, sadownictwie i hodowli bydła mlecznego. Jest tu także zakład Ramat David Metal Works produkujący specjalistyczne nadwozia dla ciężarówek oraz kontenery. W kibucu jest przychodnia zdrowia, sklep wielobranżowy oraz warsztat mechaniczny.

## Transport
Z kibucu wyjeżdża się na północ na drogę nr 73, którą jadąc na wschód dojeżdża się do kibuców Gewat i Jifat, lub jadąc na północ dojeżdża się do moszawu Nahalal i dalej do skrzyżowania z drogą nr 75. Lokalna droga prowadzi na południowy zachód do głównej bramy wjazdowej na teren bazy lotniczej Ramat David.

## Edukacja i kultura
Kibuc utrzymuje przedszkole. Starsze dzieci są dowożone do szkoły podstawowej w kibucu Sarid lub szkoły średniej w kibucu Jifat. W kibucu znajduje się ośrodek kultury z biblioteką, basen kąpielowy, sala sportowa, boisko do piłki nożnej oraz korty tenisowe.

## Turystyka
Wykorzystanie okolicznych terenów do celów turystycznych jest mocno ograniczone przez sąsiedztwo dużej bazy wojskowej. Po stronie południowo-zachodniej kibucu można odwiedzić niewielki sad z zachowanymi starymi pompami wody (są sprawne i działają). W sadzie rosną drzewa i krzewy owocowe - maliny, gruszki i figi. Na wzgórzu można zobaczyć stare brytyjskie stanowiska przeciwlotnicze z czasów II wojny światowej.